# American Barbizon School

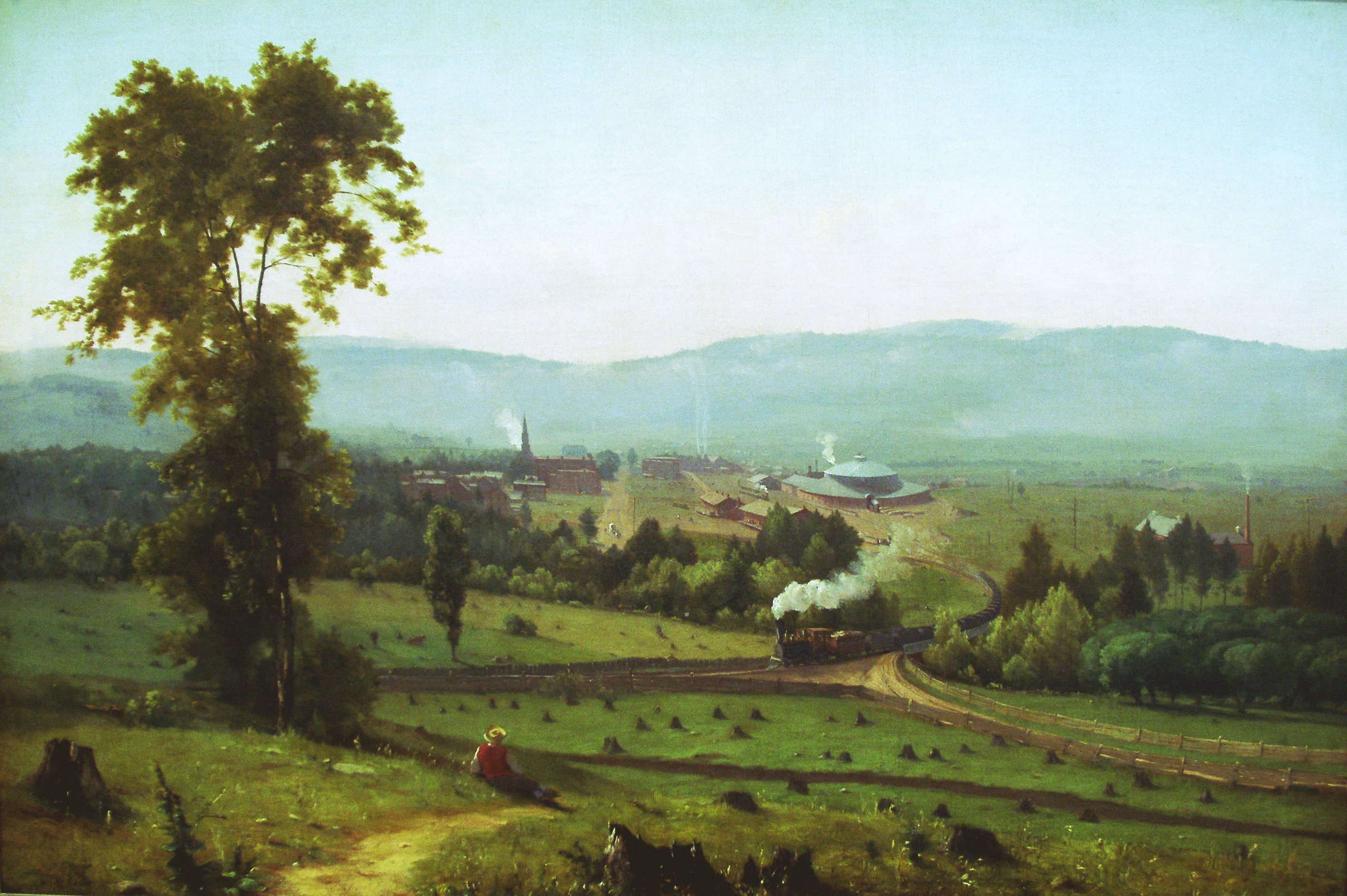
George Inness, Vallée Lackawanna, 1855

L'American Barbizon School (littéralement « École américaine de Barbizon ») est un groupe de peintres se référant à l'École de Barbizon qui connut son apogée dans les années 1890 aux États-Unis.
William Morris Hunt fut le premier américain à peindre dans le style de l'École de Barbizon, style qu'il appris auprès de Jean-François Millet de 1851 à 1853. De retour aux États-Unis, il ouvrit un atelier à Boston. Parmi les peintres qui abordèrent ce style, outre Morris, peintre romantique tardif, on pouvait compter des peintres de l'Hudson River School comme Innes, des naturalistes impressionnistes comme Winslow Homer, des symbolistes comme Henry Ossawa Tanner, ou des impressionnistes comme Childe Hassam.

## Artistes
- Maria a'Becket
- Henry Golden Dearth
- Thomas Eakins
- Louis Clément Faller
- Childe Hassam
- Winslow Homer
- William Morris Hunt
- Wilson Irvine
- George Inness
- William Keith
- John Francis Murphy
- Henry Ward Ranger
- Henry Ossawa Tanner
- Horatio Walker
- Homer Watson
- Alexis Jean Fournier
- Joseph Foxcroft Cole